# Lengyelország budapesti követeinek és nagyköveteinek listája
Lengyelország 1918-as függetlenségének elnyerését követően 1919-ben már küldött képviselőt Magyarországra Jan Szembek személyében, akinek követi kinevezést azonban csak 1921. november 17-én adott. Ekkortól 1940-ig, illetve 1946-tól a mai napig működik Lengyelország budapesti nagykövetsége, melyet a lenti listában olvasható követek és nagykövetek vezettek:

## A diplomáciai misszió vezetői
| kinevezés             | megbízólevél        | visszahívás         | név                 | rang                                                 |
| --------------------- | ------------------- | ------------------- | ------------------- | ---------------------------------------------------- |
| 1919. október 9.      | 1921. november 17.  | 1924. december 24   | Jan Szembek         | 1919-1921 között politikai képviselő, 1921-től követ |
| 1924                  | 1924. december 24.  | 1928. július 29.    | Zygmunt Michałowski | követ                                                |
| 1928                  | 1928. november 2.   | 1929. április       | Ignacy Matuszewski  | követ                                                |
| 1929                  | nincs adat          | 1931                | Otmar Łazarski      | ügyvivő                                              |
| 1931                  | 1931. június 21.    | 1936. május 6.      | Stanisław Łepkowski | követ                                                |
| 1936                  | 1936. június 4.     | 1940. december 7.   | Leon Orłowski       | követ                                                |
| 1946. július          | nincs adat          | 1947. július        | Piotr Szymański     | ügyvivő                                              |
| 1947                  | 1947. augusztus 21. | 1949. május 10.     | Alfred Fiderkiewicz | követ                                                |
| 1949, 1950. május 30. | nincs adat          | 1954. február 12.   | Henryk Minc         | 1949-től 1950-ig ügyvivő, 1950-től követ             |
| 1954                  | 1954. március 29.   |                     | Bogdan Hamera       | nagykövet                                            |
| 1955                  | 1955. július 14.    | 1959. július 29     | Adam Willmann       | nagykövet                                            |
| 1959                  | 1959. október 11.   | 1964. június 4.     | Henryk Grochulski   | nagykövet                                            |
| 1964                  | 1964. július 4.     | 1969. június        | Jan Kiljańczyk      | nagykövet                                            |
| 1969                  | 1969. július 5.     | 1975. január 16.    | Tadeusz Hanuszek    | nagykövet                                            |
| 1975                  | 1975. január 31.    | 1978. február 15.   | Stefan Jędrychowski | nagykövet                                            |
| 1978                  | 1978. március 17.   | 1983. május 3.      | Tadeusz Pietrzak    | nagykövet                                            |
| 1983                  | 1983. március 20.   | 1986. május 30.     | Jerzy Zieliński     | nagykövet                                            |
| 1986                  | 1986. augusztus 27. | 1990 júniusa után   | Tadeusz Czechowicz  | nagykövet                                            |
| 1990                  | 1990. október 11.   | 1996 november 30.   | Maciej Koźmiński    | nagykövet                                            |
| 1996                  | 1996. december 1.   | 1997. augusztus 20. | Roman Kowalski      | ügyvivő                                              |
| 1997                  | 1997. augusztus 20. | 2001. március 1.    | Grzegorz Łubczyk    | nagykövet                                            |
| 2001                  | 2001. március 1.    | 2001. május 15.     | Roman Kowalski      | ügyvivő                                              |
| 2001                  | 2001. május 15.     | 2005. október vége  | Rafał Wiśniewski    | nagykövet                                            |
| 2005                  | 2005. december 12.  | 2009. december 1.   | Joanna Stempińska   | nagykövet                                            |
| 2009. december 1.     | 2009. december 1.   | 2010. július 12.    | Michał Andrukonis   | ügyvivő                                              |
| 2010. június 21.      | 2010. július 12.    | 2016 ősz            | Roman Kowalski      | nagykövet                                            |
| 2016. október 1.      | 2016. október 1.    | 2016. november 23.  | Michał Andrukonis   | ügyvivő                                              |
| 2016. november 16.    | 2016. november 23.  | 2022. március 31.   | Jerzy Snopek        | nagykövet                                            |
| 2022                  |                     | 2024. december      | Sebastian Kęciek    | nagykövet                                            |